# Чахава, Георгий Варламович
Георгий Варламович Чахава (груз. გიორგი ვარლამის ძე ჩახავა; 14 мая 1923, Тифлис — 25 августа 2007) — грузинский советский архитектор. Заслуженный архитектор Грузинской ССР (1971).

## Биография
Родился в семье служащих. В 1941 году окончил среднюю школу № 25.
Участник Великой Отечественной войны.
После демобилизации поступил на архитектурный факультет Государственного политехнического университета в Тбилиси, который окончил в 1949 году.
По проектам Чахавы построено множество зданий в Грузии, на Украине, в Узбекистане, Таджикистане, Афганистане и Ливии.

## Высказывания
«Меня всегда удивляла способность рядового грузинского крестьянина строить дом, в котором был открыт самый выразительный пейзаж, иногда предпочитая красоту природы удобству жизни. Именно поэтому освоение сложного рельефа стало определенным моментом моей творческой работы. На мой взгляд, чем сложнее рельеф, тем больше возможностей у архитектора».

## Известные постройки
- Здание Министерства автомобильных дорог Грузинской ССР (Тбилиси)
- Кафе «Фантазия» (Батуми)
- Арка Дружбы на Военно-Грузинской дороге[6]

## Галерея

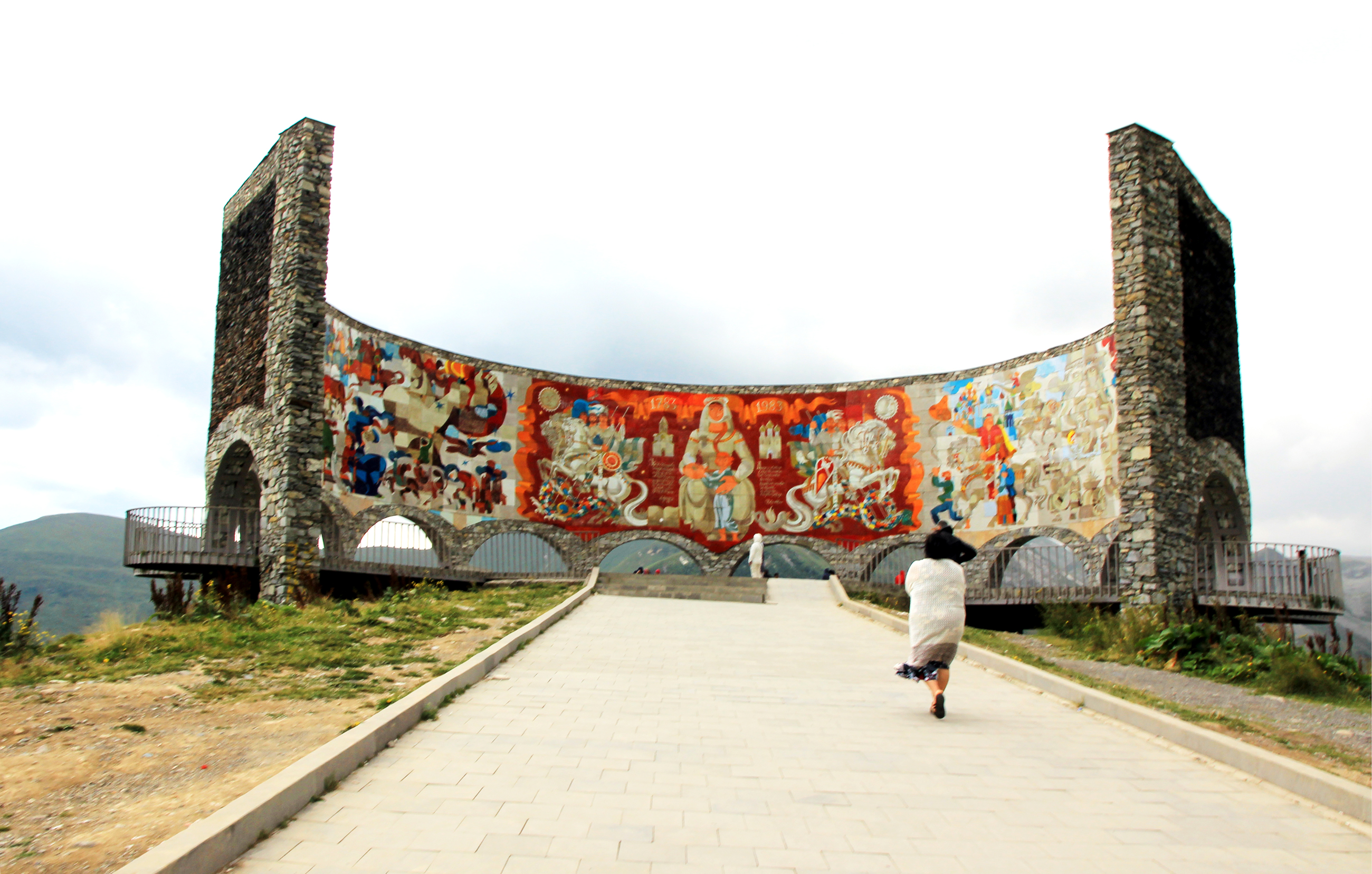
Арка Дружбы на Военно-Грузинской дороге
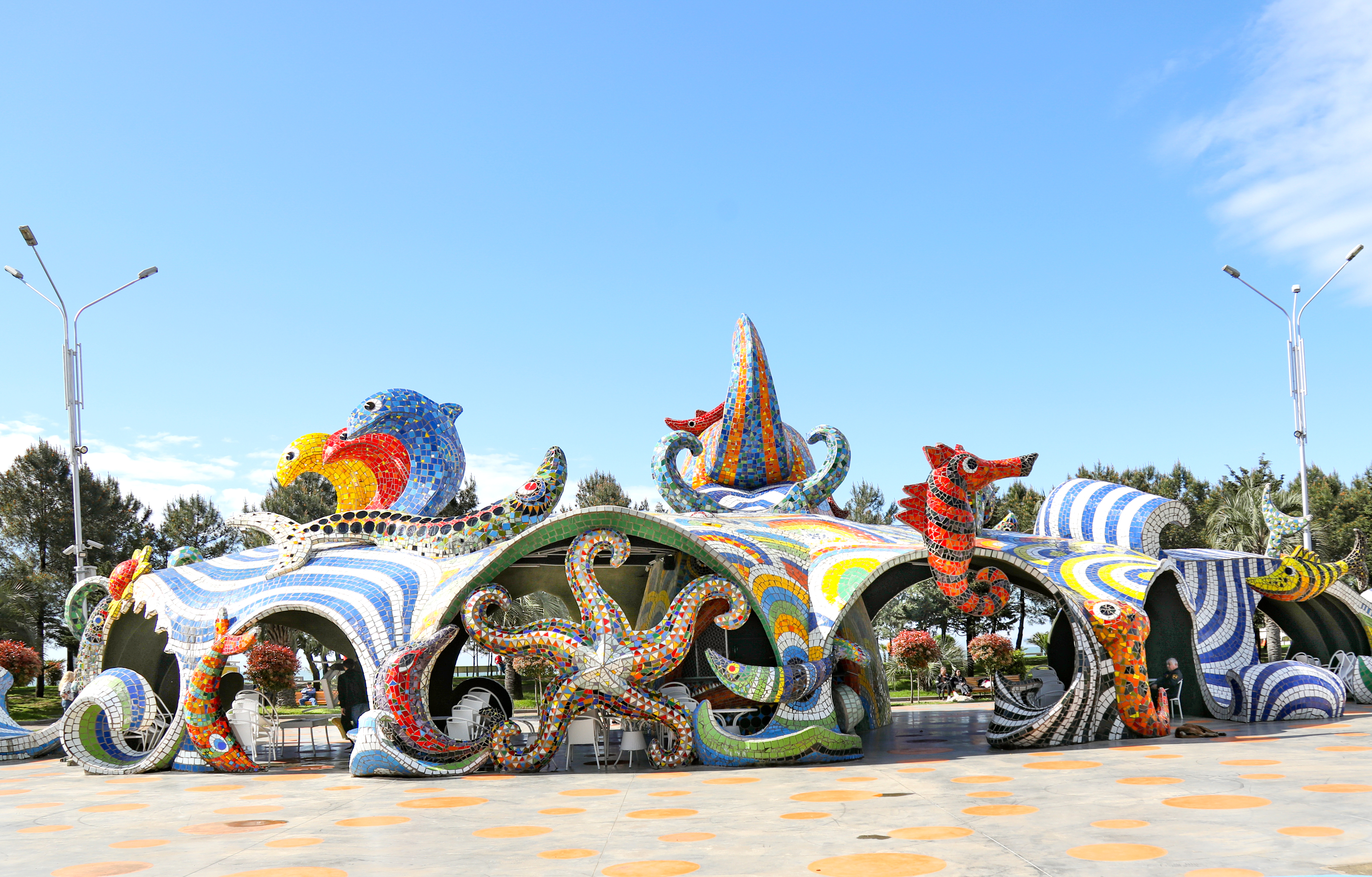
Кафе «Фантазия»
Здание Министерства автомобильных дорог Грузинской ССР